# Elias Palmskiöld
Elias Palmskiöld, född 18 juli (döpt 22 juli) 1667 i Stockholm, död där 7 april 1719, arkivman och samlare; arkivsekreterare i Riksarkivet. 

## Biografi
Son till arkivsekreteraren Erik Larsson Runell, adlad Palmskiöld. Modern hette Magdalena Gavelia, och var dotter till Elias Pedersson av släkten Gavelius, och via sin mor härstammande från Bureätten.
Elias Runell (som han fram till faderns adlande hette) blev student vid Uppsala universitet 1679, vistades där tidtals till 1689, blev kanslist i Riksarkivet 1685, aktuarie där 1693, aktuarie i Kungl. Maj:ts kansli 1697 och sekreterare i Riksarkivet 1702. Palmskiöld var 1713-14 sekreterare i defensionskommissionen. Han adlades 1681 samtidigt med fadern. 
Redan från ungdomen bistod Palmskiöld sin far i arbetet med att organisera Riksarkivet.
Redan 1692 började Palmskiöld vid sidan av sitt arbete i Riksarkivet sina berömda samlingar, från början ämnade att bli grundvalen för en omfattande text till Erik Dahlberghs Suecia-verk. Med oavlåtlig omsorg och otrolig flit hopade han tryckta och skrivna bidrag till Sveriges politiska, lärda och vittra historia, biografi, genealogi, topografi m.m. Mycket upptecknade eller avskrev han egenhändigt, ej sällan efter numera förlorade original.
Hans samlingar, näst Carl Gustaf Nordins säkerligen bland de största enskilda i Sverige, inlöste Uppsala universitetsbibliotek 1724 för den ringa summan av 3 000 daler kmt. De avhämtades 1725, men det dröjde i nära 20 år, innan något gjordes för att ordna dem, och först omkring 1788 var de fullständigt ordnade, registrerade och bundna. Det krävande arbetet härmed utfördes av professor Carl Fredrik Georgii och amanuensen J. N. Hageman. Katalogen över Palmskiöldska samlingen räknar upp inte mindre än 497 volymer fördelade på 20 olika ämnesgrupper. Denna ovärderliga samling innehåller, utom många originalakter, avskrifter av en mängd handlingar, vilkas original gick förlorade vid slottsbranden i Stockholm 1697. Dessutom finns i dessa dyrbara och fortfarande livligt använda volymer talrika svenska och även utländska tryckalster av stor sällsynthet och högt värde. Även i Riksarkivet finns åtskilliga volymer av Palmskiölds avskrifter.
Samlingarnas ordnades på 1750- och 1760-talen av Carl Fredrik Georgii och inbands i cirka 500 volymer. Den har beräknats omfatta cirka 130.000 kvartssidor handskrift samt en mängd sällsynta tryck.
Palmskiöld var gift med Catharina Margareta Blixencron, vars mor tillhörde ätten Ribbing. Paret fick ett barn, Metta Magdalena, som avled vid åtta års ålder. Änkan gifte sedermera om sig med Pehr Jacob von Scheffer.